# 요플레
요플레(Yoplait)은 미국의 제너럴 밀스와 프랑스의 소디알에서 공동으로 생산하는 세계적으로 알려진 요구르트의 상표 명이다. 호상발효유에 속한다.
대한민국에서는 유제품 및 아이스크림전문업체인 ㈜빙그레가 프랑스의 소디마사와 제휴하여 판매하고 있다.
대한민국에서 가장 먼저 널리 보급된 호상 발효유(떠먹는 요구르트)이다. 대한민국에서는 상표명인 요플레를 떠먹는 요구르트의 일반적인 명칭으로 사용하는 경우가 흔할 정도로 높은 인지도를 자랑하는 상표이다.

## 요플레 마크의 유래
요플레의 마크는, 꽃 6송이를 디자인화한 것을 사용하고 있다. 이것은 이 상표가 프랑스에서 6개의 유류협동조합이 설립한 것을 표시하고 있다.

## 같이 보기
- 다논